# 甑山里站
甑山里站（韓語：증산리역）是朝鮮民主主義人民共和國平安南道顺川市的一個鐵路車站，属于戴建線。

## 邻近车站
戴建線
戴建站 - 甑山里站 - 龙岳站